# Národno-demokratická strana
Národno-demokratická strana (česky Národně-demokratická strana, zkratka NDS), byla politická strana, která působila na Slovensku v letech 1994–1995.

## Historie strany
Vznikla v únoru 1994 odštěpením od Slovenské národní strany. Ve funkci předsedy strany působil Ľudovít Černák.
Zanikla 25. března 1995 sloučením s Demokratickou unií Slovenska, vznikla tak strana s novým názvem Demokratická únia.